# Vincent Coll
Vincent „Mad Dog“ Coll (* 20. Juli 1908 in Gweedore, Irland; † 8. Februar 1932 in New York City) war Anfang des 20. Jahrhunderts ein Auftragsmörder und Gangster in New York City  während der US-amerikanischen Alkoholprohibition, welcher durch seine Auseinandersetzung mit Owney Madden und Dutch Schultz bekannt wurde.
Seine Spitznamen „Mad Dog“ (en: verrückter Hund), „The Mad Mick“ (en: Der verrückte Ire („Mick“ als eine abfällige Äußerung über die irische Ethnie)) und „The Baby Killer“ (en: Der Baby-Mörder) resultierten aus seinem rücksichtslosen Vorgehen bei Ausübung seiner Taten. Insbesondere der Tod eines kleinen Jungen, welcher ihm in der Presse den Titel „Baby-Mörder“ einbrachte, war Ergebnis einer versuchten Entführung unter Einsatz einer Thompson Maschinenpistole auf offener Straße ohne Rücksicht auf umstehende Unbeteiligte.

## Leben

### Kindheit und Jugend
Vincent Coll wurde 1908 in Gweedore im irischen County Donegal geboren. 1909 wanderte seine Familie nach New York City aus und bezog eine kleine Wohnung im Stadtteil Bronx. Seine Kindheit war geprägt von der Armut der Eltern und schlechten Wohnumständen; bis zu seinem zwölften Lebensjahr verlor Vincent fünf seiner Geschwister durch Krankheiten oder Unfälle. Seine Mutter starb bereits 1915 und sein Vater verließ frühzeitig die Familie.
Nach dem Tod der Mutter landeten Vincent und sein Bruder Peter im Mt. Loretto Waisenhaus auf Staten Island, wo Vincent für etwa 3 Jahre lebte, allerdings häufige Fluchtversuche unternahm. Andere Historiker glauben, dass Coll zusammen mit seinem Bruder Peter und seiner Schwester Florence in einer Wohnung im Stadtteil Hell’s Kitchen lebte.
Als Jugendlicher begann er, sich den Gophers anzuschließen, einer der fünf klassischen Banden von New York City. In dieser Zeit lernte er auch seinen Mentor, George Couk, kennen, welcher für ihn, laut einigen Historikern, wie eine Ersatzvaterfigur fungierte.
Um 1926, die US-amerikanische Alkoholprohibition bestand seit 1919, wurde er über Owney Madden mit Dutch Schultz bekannt gemacht, dem er sich kurz darauf anschloss und half, dessen Lieferwagen mit illegaler Alkoholladung vor Entführungen und Verlust der illegalen Alkoholfracht zu schützen. Bereits in dieser Zeit war er bekannt für eine aufbrausende, selbstzerstörerische Handlungsweise, die ihn zeit seines Lebens auszeichnen sollte. Mit 19 Jahren wurde er des Mordes an einem Inhaber eines „speakeasy“ (am: Flüsterkneipe) angeklagt, der sich weigerte, die Alkoholwaren von Dutch Schultz zu beziehen. Im Prozess wurde jedoch Coll freigesprochen, vermutlich aufgrund der guten politischen Kontakte von Schultz im Hintergrund.

### Konflikt mit Madden und Schultz
Der Bruch mit seinem Boss Dutch Schultz erfolgte, als Coll einen Überfall auf die Sheffield Farms Molkerei vollführte, welche sich im Einflussgebiet seines Bosses befand.
Anstatt aber die Zurechtweisung seines Bosses zu akzeptieren, verlangte Coll nun, als gleichberechtigter Partner behandelt und an dessen Geschäften beteiligt zu werden. Schultz stellte Coll das Ultimatum, entweder die alten Bedingungen zu akzeptieren oder zu verschwinden. Auch Madden intervenierte und versuchte, Coll zu überzeugen. Ein Treffen im Stork Club, dessen stiller Teilhaber Madden zusammen mit George DeMange und „Big Bill“ Dwyer war, führte jedoch zu keinem Ergebnis.
Um den Sommer 1930 begann Coll zusammen mit seinen Anhängern, zunehmend Überfälle im Gebiet von Madden und Schultz durchzuführen. Ein weiteres Ultimatum von Schultz an Coll, sich entweder aus dem Alkoholschmuggel herauszuhalten oder umgebracht zu werden, wurde ebenfalls ignoriert. Vielmehr ging Coll vermutlich selbst zum Angriff über und in den Anfangsmonaten von 1931 wurden mindestens zehn Angehörige der Seven Group ermordet; darunter Carmine Borelli, welcher sich geweigert hatte, seinen Boss Dutch Schultz in einen Hinterhalt zu locken. Die „Seven Group“ schlug jedoch zurück und ermordete Colls Bruder Peter.

### Entführungen
Coll griff zum Mittel der Entführung. Ein erster Versuch Maddens Freund Nils T. Granlund zu entführen, scheiterte, da die Polizei einen anonymen Tipp erhalten hatte. Der zweite Versuch am 15. Juni 1931 war dann erfolgreicher. An diesem Abend wurde Maddens Geschäftspartner George „Big Frenchy“ DeMange vor dessen Club Argonaut entführt. Nachdem Madden an Coll 35.000 US-Dollar gezahlt hatte, erfolgte die Freilassung. Die Nachricht der Entführung beunruhigte auch Dutch Schultz, der kurz darauf untertauchte, da er vermutete, dass er das nächste Opfer von Coll werden könnte. Madden und Schultz begannen, Auftragskiller von außerhalb anzuheuern, um Coll zu töten, der mittlerweile selbst untergetaucht war.

### Mordversuch an Joey Rao
Coll unterbrach sein Untertauchen am 28. Juli 1931, da er es nun auf Joey Rao – Geschäftspartner von Schultz – abgesehen hatte, der sich um die Glücksspiel-Rackets in Harlem kümmerte. Dieser hatte bereits Hinweise erhalten, dass er das nächste Opfer sein sollte und entschloss sich daher, vermehrt Kleingeld mit sich herumzutragen, um es Kindern in seiner Umgebung geben zu können. Auf diese Weise hoffte er, einen menschlichen Schutzschild um sich herum zu errichten, der jeglichen Entführungsversuch verhindern würde. Jedoch ließ sich Coll nicht davon abhalten und an diesem Tag wurde aus einem Wagen heraus mit einer Thompson Maschinenpistole das Feuer auf Rao eröffnet. Dieser blieb unverletzt, jedoch wurden viele der herum stehende Kinder von Kugeln getroffen und der 5-jährige Michael Vengoli erlag seinen Verletzungen. Die Tat wurde schnell in der gesamten Stadt bekannt und Vincent Coll erhielt durch die Medien den Spitznamen „The Baby Killer“ (en: Der Baby-Mörder).
New York Citys Bürgermeister Jimmy Walker nannte Coll einen „Mad Dog“ (en: wilder/tollwütiger Hund) und setzte eine Belohnung von 10.000 US-Dollar aus, die zur Ergreifung des Gangsters führen sollte. Auch die kriminelle Unterwelt entschloss sich, weiter gegen Coll vorzugehen; Madden und Schultz setzten ein Kopfgeld von je 25.000 US-Dollar auf Coll aus.

### Auftragskiller für Salvatore Maranzano
Vermutlich in der Mitte des Jahres 1931 wurde Coll vom Mafiaboss Salvatore Maranzano kontaktiert, der ihn für einige Morde anwerben wollte. Infolge des Krieges von Castellammare 1930/31 hatte Maranazano versucht, sich als Capo di tutti i capi (it: Boss aller Bosse) innerhalb der Fünf Familien der La Cosa Nostra zu etablieren. Insbesondere die „Jungtürken“ um Lucky Luciano, welche an die kooperative Arbeitsteilung der Seven Group gewöhnt waren, duldeten diesen Führungsanspruch des Mustache Petes Maranzano nicht. Diesen Widerstand wollte Maranzano nun brechen und benötigte dazu einen Killer außerhalb der „Familien“, da italienische Attentäter zu viel Misstrauen erwecken würden, um erfolgreich sein zu können. Den Anschlag wollte Maranzano in seinem neuen Hauptquartier, dem Grand Central Building bei einem Treffen mit Coll besprechen.
Als sich Coll am 10. September 1931 mit Maranzano treffen wollte, war sein Auftraggeber aber bereits tot. Vier Attentäter, darunter Bo Weinberg und Red Levine, zwei weitere Killer aus dem Umfeld von Meyer Lansky, sowie als fünfter Gaetano Lucchese kamen die Treppe von Maranzanos Büro herunter und trafen auf ihrem Fluchtweg den ankommenden Coll. Sie warnten ihn vor einer Razzia, weshalb sich Coll ebenfalls zur Flucht entschloss. Seine Vorauszahlung von 25.000 US-Dollar konnte Coll behalten.

### Verhaftung und Freispruch
Im Oktober 1931 gelang es der Polizei, einen Haftbefehl für Coll im Fall Michael Vengoli zu erlangen und ihn zu verhaften, da einer seiner Komplizen seinen Aufenthaltsort verriet. Dieser war nach einer Attacke auf das Schultz-Hauptquartier in der Bronx zusammen mit einem weiteren Täter verhaftet worden, da sich Zeugen deren Autokennzeichen notiert hatten, und lieferte die Information wo Coll sich in der Stadt aufhielt. Coll war wieder in die Stadt zurückgekehrt und hatte begonnen, seinen Alkoholschmuggel zu reaktivieren. Er leistete keinen Widerstand und wurde wegen versuchten Totschlags an Joey Rao sowie Mordes an Michael Vengoli angeklagt. Als Anwalt nahm sich Coll Samuel J. Leibowitz, dem es gelang, durch Nachforschungen den Hauptzeugen der Anklage zu diskreditieren, was zum Freispruch von Coll im Dezember 1931 führte.

### Colls Ermordung
Finanziell durch hohe Anwaltskosten geschwächt, forcierte Coll den Kampf gegen seine Gegner und Konkurrenten, die aber zurückschlugen. Am 1. Februar 1932 entdeckte die Polizei in einer Wohnung im Stadtteil Bronx drei Tote und drei verletzte Mitglieder der Coll-Bande. Coll und dessen Ehefrau Lottie, die er erst Anfang Januar 1932 geheiratet hatte, waren dem Anschlag entkommen, der vermutlich durch die Auftragskiller Leonard Scarnici und Anthony Fabrizzo ausgeführt worden war.
Coll drohte nun Owney Madden per Telefonat mit Entführung, falls dieser nicht 100.000 US-Dollar zahlen würde. Madden traf sich mit Dutch Schultz und einigen anderen Mitgliedern der Seven Group; darunter auch Frank Costello. Es wurde die Idee entwickelt, einen von Colls Bodyguards zum Übertritt zu bewegen. Colls Aufenthaltsort wurde kurz darauf entdeckt und wurde ab da durch Mitglieder der „Seven Group“ beschattet. In Rücksprache mit Madden und Co. wurde der 8. Februar 1932 als Angriffstag festgelegt.
Madden ging nun scheinbar auf die Geldforderung von Coll ein und verabredete sich mit Coll in einem Süßigkeitswarenladen in Hell’s Kitchen, um weitere Details per Telefon zu besprechen. Coll erschien im New London Pharmacy and Candy Shop, nachdem sich zunächst sein Bodyguard von der Sicherheit des Ortes überzeugt hatte. Nur wenige Minuten später tauchte ein unbekannter Mann, vermutlich entweder Leonard Scarnici oder Anthony Fabrizzo, im Laden auf, und der Bodyguard von Coll verschwand nach kurzem Handzeichen des Ankömmlings aus dem Laden.
Coll, der sich immer noch mit Madden per Telefon unterhielt, wurde von mehreren Salven aus einer Maschinenpistole getroffen und war innerhalb weniger Sekunden tot. Leonard Scarnici, Anthony Fabrizzo und Fahrer Bo Weinberg sollen dann gemeinsam in einem Auto geflüchtet sein. Obwohl bereits kurz darauf ein Polizeiwagen eintraf – Coll wurde durch die Polizei überwacht –, konnten die Täter ihre Verfolger abschütteln.
Vincent Coll wurde auf dem Saint Raymonds Friedhof in der Bronx beerdigt.

## Adaptionen
- 1984: Cotton Club , inszeniert von Francis Ford Coppola.
- 1991: Die wahren Bosse – Ein teuflisches Imperium, inszeniert von Michael Karbelnikoff.